# Lijst van beschermd erfgoed in Libramont-Chevigny
Onderstaande tabel geeft een overzicht van de beschermde erfgoederen in de gemeente Libramont-Chevigny. Het beschermd erfgoed maakt deel uit van het cultureel erfgoed in België.
| Object                                                                            | Bouwjaar/architect | Deelgemeente | Adres                       | Coördinaten                   | Nummer?                | Afbeelding                                                                        |
| --------------------------------------------------------------------------------- | ------------------ | ------------ | --------------------------- | ----------------------------- | ---------------------- | --------------------------------------------------------------------------------- |
| Plattelandsgebouwen, momenteel boerderij                                          |                    |              | Remagne, Rue du Centre n° 6 | 49° 58' 35" NB, 5° 29' 36" OL | 84077-CLT-0001-01 Info |                                                                                   |
| Kerk Saint-Pierre en ensemble van de genoemde kerk, het kerkhof met zijn ommuring |                    |              |                             | 49° 54' 13" NB, 5° 23' 17" OL | 84077-CLT-0002-01 Info | Kerk Saint-Pierre en ensemble van de genoemde kerk, het kerkhof met zijn ommuring |
| Vijvers van Luchy                                                                 |                    |              |                             | 49° 53' 29" NB, 5° 18' 53" OL | 84077-CLT-0003-01 Info |                                                                                   |